# USS Planter (1862)

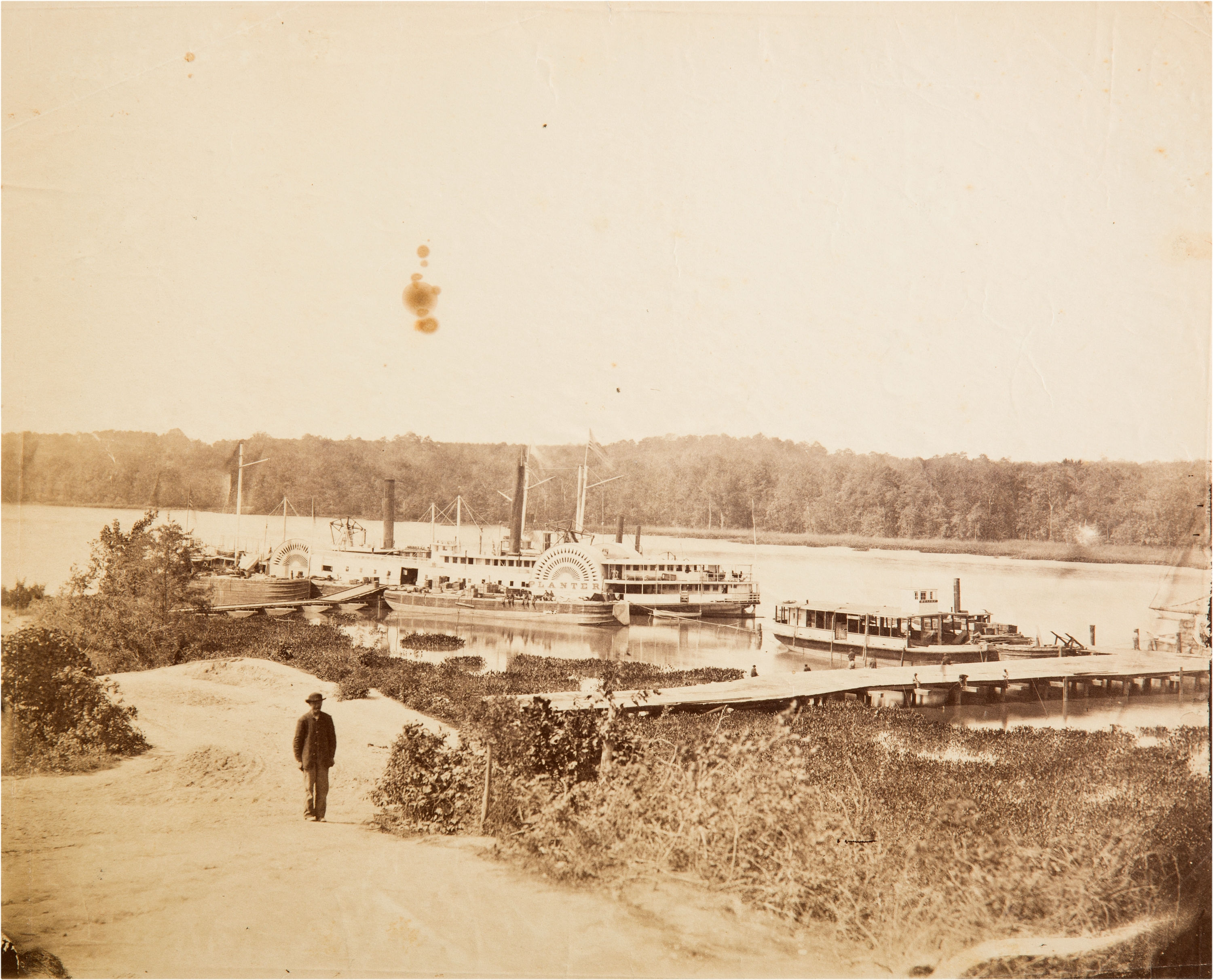
Пароплав "Плантер" на службі в Армії Союзу (найбільший корабель, у центрі)

USS Planter (1862) був пароплавом, який викрав Роберт Смолс (Robert Smalls), раб і лоцман корабля, який керував кораблем на службі у Конфедерації і передав його військово-морським силам Союзу 13 травня 1862 року під час громадянської війни у США. 
За короткий час «Плантер» використовувався флотом Союзу як  канонерський човен. Оскільки котли корабля були пристосовані лише для спалювання дров, які були у дефіциті для блокуючої ескадри, його передали армії для використання при операціях біля узбережжя Джорджії.  У 1863 році Смолс був призначений капітаном «Плантера»  і став першим чорношкірим, який керував кораблем Сполучених Штатів. Він служив на цій посаді до 1866 року. 

## Служба Конфедерації та втеча
Колісний пароплав «Плантер» був побудований у Чарльстоні, штат Південна Кароліна в 1860 році. Він використовувся Конфедерацією як озброєний кур'єрський човен і транспорт. 
О 04:00 на 13 травня 1862 року в той час, як її капітан Рейлі (англ. C. J. Relyea) був  на березі, Роберт Смолс, раб, який був лоцманом «Плантер», спокійно відвів корабель від причалу, і під прапором Конфедерації пройшов мимо фортів, які охороняли місто. Він як звичайно привітав форти паровим свистком. Як тільки пароплав вийшов з радіуса обстрілу гармат фортів, Смолс спустив прапор Конфедерації і підняв білий.  Потім він здав «Плантер» USS Onward зі складу блокувальної ескадри.  
Крім Смолса, «Плантер» вивіз ще 15 рабів на свободу: сім членів екіпажу, п'ять жінок і трьох дітей.  На додаток до корабля, його вантажу з чотирьох гармат та вибухових речовин, Смолс приніс флаг-офіцеру Самюелю Френсісу Дюпону (англ. Samuel Francis Du Pont) цінну розвідувальну інформацію, включаючи відомості про залишення конфедератами оборонних позицій на річці Стоно. 

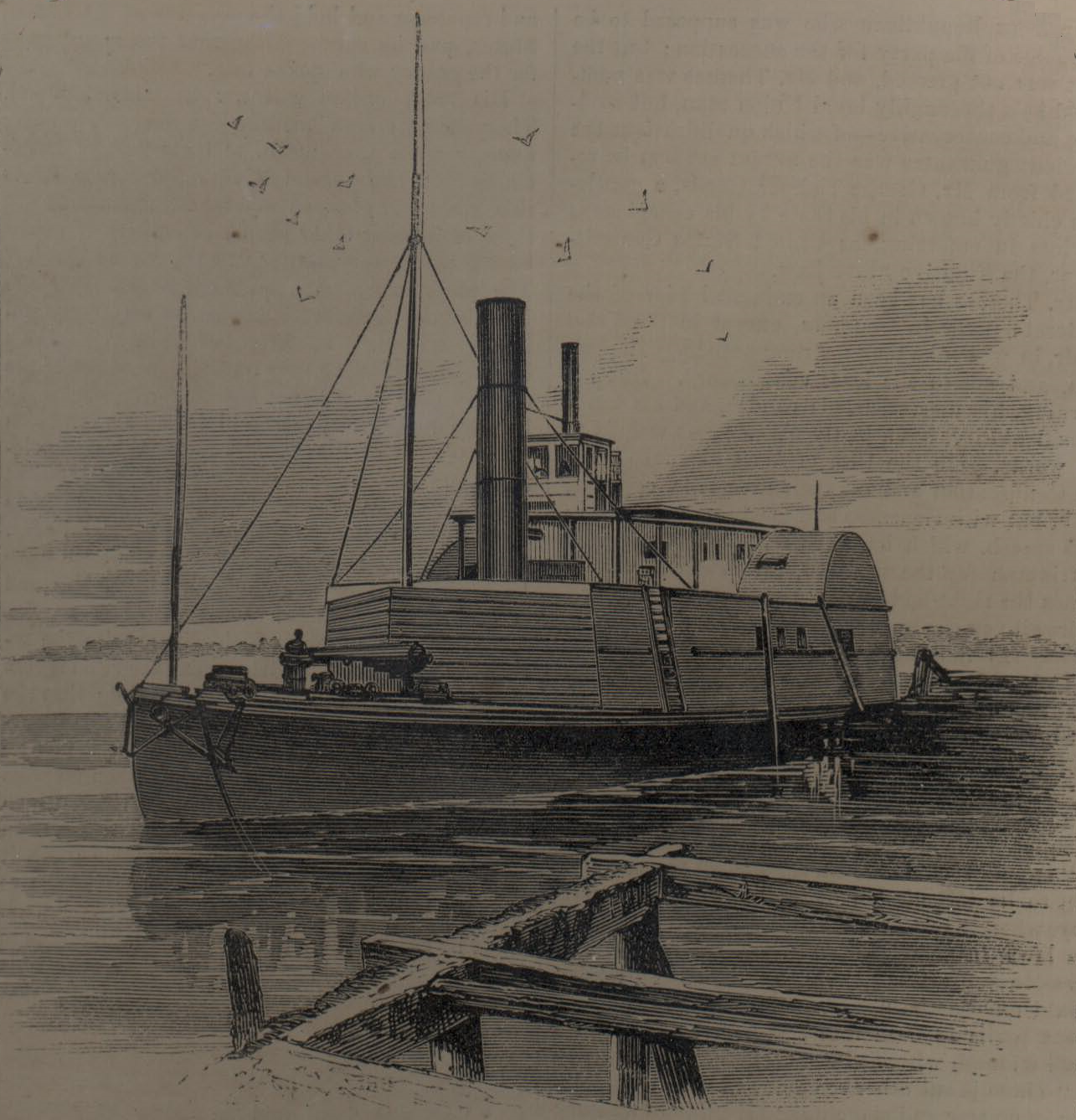
Канонерський човен «Плантер» після втечі з Чарльстону під керівництвом Роберта Смоллса у травні 1862 року

## Служба у флоті Союзу
Дюпон включив «Плантер» до складу військово-морського флоту і поставив її під командуванням виконувача обов'язки майстра (військове звання) Філімона Діккенсона. 30 травня він наказав вирушити в північний Едісто, де виконувач обов'язків майстра Лойд Фенікс звільнив Діккенсона.  «Плантер» служив у Південноатлантичній блокадній ескадрі до літа 1862 року. У спільній експедиції з  «USS Crusader» «Плантер» доставив війська до Сіммонс-Блафф на річці Вадмелау, Південна Кароліна, де вони знищили табір конфедератів. 

## «Плантер» переданий до армії Союзу
Південний пароплав був розроблений для використання тільки деревини як палива, дефіцитного товару для блокадників Союзу біля Чарлстона.  Восени 1862 р. Дюпон наказав перевести  корабель в армію Союзу на службу на узбережжі Джорджії.

### «Плантер» під вогнем
Після своєї втечі Смолс служив як лоцман на кораблях Союзу у районі Чарльстону. Врешті решт, він був призначений на службу на борту «Плантера» знову. 1 грудня 1863 року «Плантер» опинився під перехресним вогнем федеральних та конфедеративних військ.  Командир корабля, капітан Нікерсон, наказав йому здатися. Смолс  відмовився, очікуючи, що чорношкірі члени екіпажу не будуть розглядатися як військовополонені, і що вони можуть бути вбиті. 
Смолс прийняв командування і вивів корабель поза зону ураження артилерії Конфедератів. У нагороду хоробрість він був призначений капітаном «Плантера», ставши першим чорношкірим, який командував кораблем США.   Смолс служив капітаном, поки армія не продала «Плантер» в 1866 році після закінчення війни.  

## Після війни
25 березня 1876 року, під час спроби витягнути  шхуну, яка сіла на мілину, у «Плантера» вискочила дошка з корми, а у трюм почала надходити вода. Капітан вирішив посадити  пароплав на мілину, щоб відремонтувати ушкодження, сподіваючись зійти з неї з наступним припливом. Але штормові хвилі сильно пошкодили «Плантер», і до часу, поки  приплив піднявся, стан судна не дозволяв продовжити плавання і команда залишила його. Кажуть, що дізнавшись про втрату судна, Роберт Смолс сказав, що він відчуває, що втратив члена своєї сім'ї. 
У травні 2014 року NOAA (Національне управління океанічних та атмосферних досліджень) повідомило про виявлення решток судна, імовірно «Плантера». 